# منصة المساعدات السعودية
منصة المساعدات السعودية منصة تقنية لتوثيق المساعدات الخارجية التي تقدمها المملكة العربية السعودية، وتسجيل جميع ما تقدّمه إلى الدول والمنظمات وشعوب العالم من مساعدات إنسانية وتنموية وخيرية، وتتبع المنصة لمركز الملك سلمان للإغاثة والأعمال الإنسانية. وأنشئت بعد أن أصدر خادم الحرمين الشريفين الملك سلمان بن عبد العزيز آل سعود الأمر السامي رقم 41555 وتاريخ 10 رمضان 1438هـ، وتضمن قيام مركز الملك سلمان للإغاثة والأعمال الإنسانية بإنشاء منصة بيانات المساعدات السعودية.

## التاريخ
- صدر الأمر السامي بإنشاء «منصة المساعدات السعودية» في 10 رمضان 1437هـ الموافق 5 يونيو 2017م.
- في 26 فبراير 2018م دشن خادم الحرمين الشريفين الملك سلمان بن عبد العزيز آل سعود «منصة المساعدات السعودية» تزامناً مع منتدى الرياض الدولي الإنساني الأول،[4] وبلغ إجمالي المساعدات التي قدمتها السعودية للعالم عند تدشين المنصة 175,64 ريال سعودي.[5][6]
- في عام 2022م بلغ عدد الدول المستفيدة من مساعدات المملكة العربية السعودية 164 دولة بمبلغ 254 مليار ريال سعودي.[7]
- في عام 2023م بلغ مجموع المساعدات التي قدمتها السعودية للعالم أكثر من 475 مليار ريال، وكانت مصر أعلى الدول المستفيدة بأكثر من 122 مليار ريال.[8]
- وفي أبريل 2024 بلغ مجموع المساعدات التي قدمتها السعودية للعالم أكثر من 483.75 مليار ريال، حيث بلغ عدد المشاريع الإنمائية والإنسانية التي نفذتها السعودية نحو 6856 مشروعاً، فيما وصل عدد الدول المستفيدة من تلك المشروعات نحو 169 مشروعاً.[9]

## الهدف
- تسجيل المشاريع والمساهمات الإنسانية والتنموية والخيرية التي تقدمها السعودية بناء على المعايير الدولية في التسجيل والتوثيق المعتمدة لدي لجنة المساعدات الإنمائية لمنظمة التعاون الاقتصادي والتنمية DAC-OECD ومنصة التتبع المالي للأمم المتحدة UNFTS ومبادئ الشفافية الدولية (IATI).[10][11]